# 九州東海大学
九州東海大学（きゅうしゅうとうかいだいがく、英語: Kyushu Tokai University）は、熊本県熊本市東区渡鹿9-1-1に本部を置いていた日本の私立大学である。1973年に設置され、2008年に廃止された。大学の略称は九東大。

## 概観
学校法人東海大学（東京都渋谷区）が設置した、東海大学の系列校である。設置された3つの学部のうち、応用情報学部と工学部は熊本キャンパスに、農学部は阿蘇キャンパスにあった。熊本キャンパスは東海大学付属熊本星翔高等学校に隣接して用地確保された。2008年4月、東海大学が事実上の後身校となり北海道東海大学と同時に閉校となる。熊本キャンパスは東海大学熊本キャンパス、阿蘇キャンパスは東海大学阿蘇キャンパスとして、そのまま使用された。

## 沿革
- 1973年（昭和48年） : 九州東海大学開学（工学部）。
- 1976年 : 産業研究所開設。
- 1980年 : 農学部（阿蘇）開設。
- 1984年 : 大学院農学研究科開設。
- 1985年 : 情報開発技術センターと総合農学研究所を開設、産業研究所を産業技術研究所に改称。
- 1986年 : 東海学園前駅開業。
- 1990年（平成2年） : 大学院工学研究科開設。
- 2000年 : 応用情報学部（熊本）開設。
- 2005年 : 東海大学・北海道東海大学と共に連合大学院（博士課程）理工学研究科・地球環境科学研究科設置。
- 2006年 : 独立行政法人農業・食品産業技術総合研究機構 九州沖縄農業研究センターと連携大学院を設置。
- 2008年 : 東海大学、九州東海大学、北海道東海大学を統合し、東海大学に組織改編。
- 2010年 : 文部科学省が廃止認可[1]（廃止認可日は同年9月16日[2]）。

## 学部・学科
- 応用情報学部
  - 情報マネジメント学科　※2008年度入試より募集停止
  - 情報システム学科　※2007年度入試より募集停止

- 工学部
  - リモートセンシング学科（旧 宇宙地球情報工学科）※2007年度入試より募集停止
  - 電気電子システム工学科　※2007年度入試より募集停止
  - 機械システム工学科　※2008年度入試より募集停止
  - 建築学科　※2008年度入試より募集停止
  - 都市工学科　※2007年度入試より募集停止

- 農学部　※2008年度入試より募集停止
  - 応用植物学科
  - 応用動物学科
  - バイオサイエンス学科

## 大学院
- 工学研究科（修士課程）
  - 生産工学専攻
  - 情報工学専攻
  - 社会開発工学専攻

- 農学研究科（修士・博士課程）
  - 植物資源科学専攻
  - 生命科学専攻
  - 農学専攻

※2006年度入試より募集停止

## 付属機関
- 付属図書館
- 産業技術研究所
- 総合農学研究所
- 農学教育実習場

### 他大学との協定

#### 国外
国際・学術交流等協定校
- ハンバッ大学校（韓国・大田広域市）
- フィリピン大学ロスバニョス校（フィリピン）
- セントラル・ルソン国立大学（フィリピン）
- モンクット王工科大学ラートクラバン校（タイ）
- コンケン大学（タイ）
- メジョー大学（タイ）

## 大学関係者と組織

### 大学関係者一覧
- 東海大学の人物一覧

## 公式サイト
- 東海大学